# Power to the People (Poison-Album)
Power to the People ist das 2000 veröffentlichte, sechste Studioalbum der US-amerikanischen Glam-Metal-Band Poison. Es war das erste wieder in Originalbesetzung aufgenommene Album seit Flesh & Blood (1993) und gleichzeitig das erste vom bandeigenen Label Cyanide Music verlegte Album. Neben fünf im Studio aufgenommenen neuen Titeln enthält es dreizehn Livetracks.

## Entstehung
Die Studiotitel entstanden, wie schon 1993 das Album Native Tongue, unter Leitung des Produzenten Richie Zito. Mit I Hate Every Bone in Your Body but Mine gab C. C. DeVille dabei sein Debüt als Leadsänger. Die von Jim Faraci und Poison produzierten Live-Titel waren auf einer 1999 aus Anlass der Rückkehr von C. C. DeVille durchgeführten US-Tournee aufgezeichnet wurden.

## Titelliste
1. (3:20) Power to the People (Poison)
2. (3:29) Can’t Bring Me Down (Poison)
3. (4:21) The Last Song (Bobby Dall / C. C. DeVille / Bret Michaels / Rikki Rockett)
4. (3:16) Strange (Poison)
5. (3:10) I Hate Every Bone in Your Body But Mine (Poison)
6. (4:23) Intro/Look What the Cat Dragged In (Poison)
7. (4:40) I Want Action (Bobby Dall / C. C. DeVille / Bret Michaels / Rikki Rockett)
8. (6:27) Something to Believe In (Poison)
9. (3:30) Love on the Rocks (Poison)
10. (4:38) Fallen Angel (Poison)
11. (4:14) Let It Play (Poison)
12. (4:52) Riki Solo
13. (4:52) Every Rose Has Its Thorn (Poison)
14. (4:05) Unskinny Bop (Poison)
15. (4:29) Nothin’ But a Good Time (Poison)
16. (4:29) Talk Dirty to Me (Bobby Dall / C. C. DeVille / Bret Michaels / Rikki Rockett)

## Rezeption
Power to the People ist das bisher am schlechtesten notierte Album der Band, es erreichte Platz 166 der US-Album-Charts und hielt sich nur eine Woche.